# Кула Урбах
Кулата Урбах (на немски: Urbach Turm, Station 7, или Turm an der Birke) е сред 16-те сгради, построени по течението на долината на река Ремс през пролетта на 2019 г. за градинското изложение на Ремстал 2019.
Създадена е при сътрудничеството на Института по компютърен дизайн и Института по строителство на Щутгартският университет, както и научната група за дървен строителен материал към ЕТН Цюрих и строителна компания Блумер-Леман АГ гр. Госау.
Кулата е конструирана от 12 извити строителни компоненти, изработени от  многослойни лепени дървени панели. Използван е експериментален процес на самостоятелно огъване на материала, разработен от швейцарски и немски учени през 2018 г. Самостоятелното огъване на дървените плоскости се постига чрез вътрешното свиване при намаляването на влагата в материала на единия слой, на което се противопоставя другия слой с паралелни ориентирани влакна. Подобен ефект на огъване има при биметалната пластина, но там този ефект се постига вследствие на различни коефициенти на температурно разширение. Желаната форма на дървените многослойни плоскости може да се постигне чрез състава на слоевете.
Извитите форми на кулата са уникални за дървена конструкция. С тях са постигнати интериор с извити навътре повърхности и екстериор с вдлъбнати повърхности. Кулата е защитена от фасаден слой, изработен от лиственица и покритие от титанов оксид.